# The Hamiltons
Pour plus de détails, voir Fiche technique et Distribution.
The Hamiltons est un film américain réalisé par The Butcher Brothers, sorti en 2006.

## Synopsis
Les membres de la famille Hamilton se sont récemment adaptés à la mort inopportune de leurs parents. L'aîné, David, tente de jouer le rôle de père malgré le comportement incestueux et de plus en plus violent des jumeaux, Wendel et Darlène. Le plus jeune, Francis, filme sa famille avec la caméra de ses parents. Les images tournées révèlent l'univers de cette famille, a priori paisible, dont certains voisins ne sortent pas indemnes...

## Fiche technique
- Titre : The Hamiltons
- Réalisation : The Butcher Brothers
- Scénario : The Butcher Brothers et Adam Weis
- Production : Mitchell Altieri, Phil Flores, Michael Ferris Gibson, Stan Holland, Oren Kaplan et Ira Leemon
- Sociétés de production : San Francisco Independent Cinema et Industrial City Films
- Musique : Nathan Montiel et Joshua Myers
- Photographie : Michael Maley
- Montage : Jesse Spencer
- Décors : Andrew Casden
- Costumes : Alexis Tracy
- Pays d'origine : États-Unis
- Format : Couleurs - 1,85:1 - Dolby Digital - HDTV
- Genre : Horreur, thriller
- Durée : 86 minutes
- Date de sortie : 19 novembre 2006 (États-Unis)

## Distribution
- Cory Knauf : Francis Hamilton
- Samuel Child : David Hamilton
- Joseph McKelheer : Wendell Hamilton
- Mackenzie Firgens : Darlene Hamilton
- Rebekah Hoyle : Samantha Teal
- Brittany Daniel : Dani Cummings
- Al Liner : Paul Glenn
- Jena Hunt : Kitty Davies
- Tara Glass : Jenna Smith
- Larry Laverty : Larry Davies
- Joe Egender : Allen Davies
- Nicholas Fanella : Lenny Hamilton
- Jackie Honea : Mme Hamilton
- John Krause : Mr Hamilton
- Nathan Parker : Hot Pants

## Autour du film
- Le tournage s'est déroulé en février et mars 2005 à Petaluma, en Californie.